# Instituto Universitario de Aplicaciones de las Tecnologías de la Información y de las Comunicaciones Avanzadas
El Instituto Universitario de Tecnologías de la Información y Comunicaciones (ITACA) es una entidad de investigación de la Universitat Politècnica de València cuya actividad tiene como misión el desarrollo de mejoras para la sociedad mediante la transmisión y la aplicación de los conocimientos provenientes de la investigación, en el campo de las Tecnologías de la Información y las Comunicaciones.
Está ubicado en el Campus de Vera de la Universitat Politècnica de València, en el edificio de la Ciudad Politécnica de la Innovación (CPI).

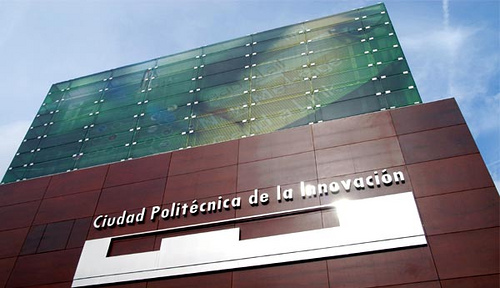
El Instituto ITACA está ubicado en la Ciudad Politécnica de la Innovación.

## Historia
El Instituto de Aplicaciones de las Tecnologías de la Información y de las Comunicaciones Avanzadas (ITACA), se crea el 25 de noviembre de 1999 por decisión de la Junta de Gobierno de la Universidad Politécnica de Valencia (UPV) como una Estructura Propia de Investigación (EPI), integrada en la Universidad, tras la solicitud de un grupo de investigadores de diversos departamentos de la UPV, acogiéndose a las directrices relativas a las Estructuras No Convencionales de Investigación (ENCI), aprobadas en la Junta de Gobierno de la Universidad Politécnica de Valencia (UPV) del 25 de febrero de 1999.
Posteriormente, y según Decreto 81/2005, de 22 de abril del Consell de la Generalitat Valenciana, el Instituto ITACA se crea como Instituto Universitario de Investigación en la Universidad Politécnica de Valencia.
A petición de la Universitat Politècnica de València, la denominación oficial del Instituto fue modificada por el DECRETO 120/2016, de 16 de septiembre, del Consell de la Generalitat Valenciana, pasando a denominarse Instituto Universitario de Tecnologías de la Información y Comunicaciones (ITACA).
Actualmente el Instituto ITACA está formado por más de 100 miembros, entre profesores universitarios, investigadores y personal de administración y servicios. Desde su fundación, el Instituto ITACA ha participado en más de 700 proyectos de investigación, ha publicado más de 450 artículos de investigación y ha registrado más de 30 patentes. 
Algunos investigadores del Instituto ITACA forman también parte de la Unidad de Investigación Conjunta en Tecnologías de la Información y la Comunicación aplicadas a la
Reingeniería de Procesos Socio-Sanitarios (eRPSS), que es fruto de la colaboración entre el Instituto ITACA de la Universitat Politècnica de València y el Instituto de Investigación Sanitaria del Hospital La Fe.
José Manuel Catalá Civera ocupa el cargo de Director del Instituto ITACA. Anteriormente, el cargo de Director fue ocupado por los Catedráticos Elías de los Reyes Davó, Antonio Mocholí Salcedo, Juan José Serrano Martín y Montserrat Robles Viejo.

## Organización
El instituto ITACA está organizado en grupos de investigación, alrededor de áreas de actividad especializadas, todas ellas relacionadas con las tecnologías de la información y comunicaciones avanzadas (TIC).
Los grupos y áreas de actividad se enumeran a continuación: 
- (BIO) Bioingeniería
- (BDSLab) Ciencia de Datos Biomédicos
- (COR) Área de Investigaciones Cardíacas
- (DIMAS) Área de Microondas
- (ICEM I+D) Área de Ingeniería de Compatibilidad Electromagnética
- (ICT VS CC) Área de TICs contra el Cambio Climático
- (MIA-LAB) Análisis de imagen médica]
- (RIS) Redes Inalámbricas de Sensores
- (SABIEN) Área de Tecnologías aplicadas a la mejora de la Salud y el Bienestar
- (SCT) Sistemas de Control de Tráfico
- (SNA) Sistemas de navegación aérea
- (STF) Sistemas tolerantes a Fallos